# عواد سالم
عواد سالم ، (1900 - 4 مايو 1969) مغني شعبي كويتي راحل، ويعدّ من أهم المطربين الشعبيين الكويتين، وكان يتميز بصوت شجي بالإضافة الي تميزه بغناء أصعب الالوان الكويتية البحرية التراثية كالخماري والقادري والنجدي، والسامري.

## حياته الفنية
ولد الفنان عواد سالم فرج في مدينة الكويت من عام 1900 ، وبدأ الفن وعمره 22 سنة، وقد حاولت أسرته منعه أكثر من مرة من مزاولة الفن، الا أنه أصر وأستمر، وتميز بأنه 'ضارب ايقاع' من الدرجة الأولى على المرواس، كما أنه من أشهر ضاربي الدف (الطار) في الكويت والخليج آنذاك ويأتي بالدرجة الثانية بعد المرحومة عوف المهنا، كما شارك مع فرقة سعاد البريكي وفرقة عوده المهنا كما غنى في الإذاعة والتلفزيون الكويتي، وأدى العديد من الفنون الشعبية الكويتية مثل {السامري - القادري - العرضة} ، وهو يعتبر من أول الفنانين الذي عرف الكويت على فن الليوا، وكان في بعض الاحيان يؤلف الاشعار ويلحنها، وقد كان صديقا حميما للفنان القدير عبد الله الفضالة، حيث رافقه في الكثير من تسجيلاته الاذاعية والتلفزيونية.

## أسطواناته
- إسطوانة (ذكر النبي محمد).
- إسطوانة (ويا حمود عزوني) وهي فن الخماري ومطلع هذه الأغنية يقول:

يا حمود عزوني عقب فرقاه
اللي سبا حالي وخلاني
اقول عزوني وانا ما أنساه
لو كان عظمي بالثرى فاني

## وفاته
سافر إلى لبنان والبحرين والعراق ولندن لإجراء بعض الفحوصات الطبية والى عدد آخر من العواصم للسياحة، وبعد عودته توفي في الساعة الثامنة من صباح يوم الاحد الموافق 4 مايو 1969 في مستشفى الصدري بالكويت عن عمر يناهز 65 سنة تقريبا.